# 克尼奇
43°55′35″N 20°43′10″E / 43.92639°N 20.71944°E

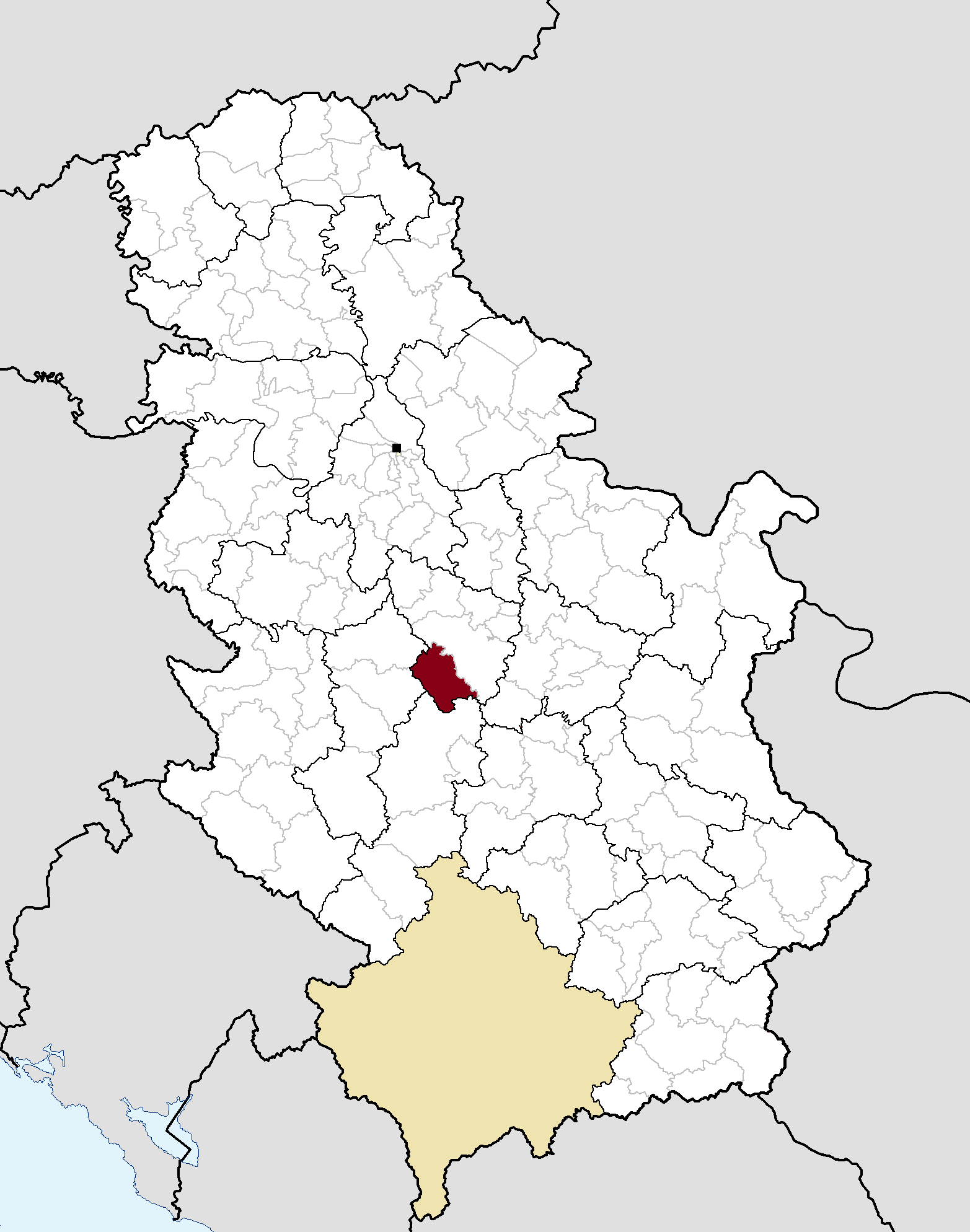

克尼奇，是塞爾維亞的城鎮，位於該國中部，由舒馬迪亞州負責管轄，面積413平方公里，海拔高度320米，2011年人口14,205，人口密度每平方公里34人。